# Abbaye de Moncé
L'abbaye de Moncé était un monastère féminin relevant de l'ordre cistercien. Fondée en 1209 à Limeray près d'Amboise, d'abord prieuré avant de devenir abbaye en 1652, elle fut en grande partie détruite lors de la Révolution, puis rasée en 1844 pour faire place à l'actuel château de Moncé de style néo-Renaissance.
La Touraine n'a connu que deux abbayes de femmes, à Beaumont-lès-Tours et à Moncé, cette dernière étant beaucoup moins importante que la précédente. Il n'a été conservé qu'un petit nombre des chartes la concernant, mentionnées dans un inventaire ancien,.
Voici ce qu'en disait Le Mercure Galant en 1706 : « L'abbaye de Moncé est de l'ordre de Cîteaux et de la filiation de Clairvaux ; Elle est située dans un des plus beaux endroits de Touraine. La communauté en est fort grande, et remplie de filles de qualité. L'abbaye de Moncé est ancienne, et elle a produit d'excellents sujets, particulièrement dans le siècle dernier, et on y a vu des filles qui auraient donné de bonnes leçons sur la vie spirituelle. »

## Toponymie
Montiacum, Moncé-lez-Amboise en 1185, Fons de Monceo à la création du prieuré en 1209, Monceium en 1228 (chartes de Fontaines les Blanches), Ecclesia B. Mariæ de Monceio en 1242 (charte de Moncé), Moncy en 1288 (charte de la comtesse d'Alençon), Mons Cœlestis et finalement Moncé sur la carte de Cassini et Moncey sur le cadastre. Le nom découle probablement du latin mons devenu monceaus (1165) en vieux français, désignant une petite colline, soit la même origine que « monceau ». Une autre source évoque un très hypothétique domaine de Moncius.

## Histoire
La création de l'abbaye de Moncé est relatée dans la Grande chronique de Tours (Chronicon turonense magnum), rédigée au milieu du XIIIe siècle:
« L'année 1209 […] quatre religieuses, Ermengarde du Plessis et Perronelle de Méré, de l'abbaye de Beaumont-lès-Tours, accompagnées d'Agnès de Linières et de Pelerine, du prieuré de Saint-Avit, s'installèrent dans une maison en bois qu'elles avaient faite construire au sommet du coteau de Moncé. Elles y vécurent en suivant la règle cistercienne durant trois années. En 1212, un riche bourgeois de Tours, nommé Payen Hermenard (Pagani Hermenardi), leur fit bâtir en pierre un monastère et une église. Les religieuses furent peu à peu vingt, puis trente, puis cinquante. Elles s'installèrent dans les nouveaux bâtiments le 27 décembre 1216. L'église fut consacrée solennellement le 7 juin 1223 par Maurice, évêque du Mans. »
Une des premières religieuses du prieuré aurait été apparentée à la famille d'Amboise en étant une descendante d'Adénor, sœur d'Hugues Ier d'Amboise.
Le prieuré de Moncé fut érigé en abbaye par le pape Innocent X en 1652, à la demande du roi Louis XIV qui en attribua ultérieurement les bénéfices à Madame de Châteaumorand, en qualité d'abbesse, le 15 août 1706 à Versailles. Au XVIIe siècle l'abbaye abritait 40 religieuses.

## Blason
| Blason de l'abbaye de Moncé | Les armes de l'abbaye de Moncé se blasonnaient ainsi : D'azur à la Vierge d'or portant de son bras dextre l'Enfant aussi d'or; accompagnée à dextre d'un pied humain contourné d'argent, et à senestre d'un bourdon et d'une main versée, tous deux aussi d'argent et rangés en fasce,. |

## Patrimoine
Sulpice III d'Amboise fut, sinon le fondateur, du moins un des premiers bienfaiteurs du prieuré en lui donnant une partie de son patrimoine. Dans une charte de 1214, il lui fait don de : « sa métairie de la Varenne située entre l'île Barbe et Limeray, avec toutes ses dépendances et droits de pêche en Loyre ». À sa mort en 1218, sa veuve, Isabelle de Chartes, dame d'Amboise poursuivit ces dons, tradition perpétuée par sa fille Mathilde. En 1242, Renaud de Précigny attribua aux religieuses une rente sur ses terrages et son moulin d'Augé et, en 1288, c'est Jeanne de Blois-Châtillon, comtesse d'Alençon, qui leur donna deux cents charretées de bois à prendre dans sa forêt de Blois. En 1363, Ingelger d'Amboise donna aux religieuses : « une maison dans l'enceinte du château ».
Le Clos Lucé, appelé fréquemment cloux ou clos, a appartenu aux religieuses du prieuré de Moncé, qui le louaient par bail à rente, d'abord à Amé du Perche, seigneur du Breuil, puis à Macé Baboyon et sa femme. Le 26 mai 1471, le clos sera définitivement cédé à Étienne le Loup, garde des forêts d'Amboise,.
Possessions à Limeray
- La métairie de la Petite Rivière[N 2].
- La métairie des Fougerets[N 3].
- La métairie du Bois-d'Enhus[N 4].
- La métairie du Buisson[16].
- Le moulin de Moncé.

Possessions diverses
- Le lieu-dit « le Bois des Dames » à Montreuil-en-Touraine[N 5].
- Le lieu-dit « la Taponière » à Saint-Ouen-les-Vignes[N 6].
- La ferme de Guildais à Montreuil-en-Touraine.
- La métairie des Ormeaux à Négron.
- La ferme des Nonains à Chissay-en-Touraine.
- La métairie de Peu à Chaumont-sur-Loire.
- La métairie de Villerogneux à Villerbon.
- La métairie de Marmeray en Vendômois.
- Un terrain de 45 arpents à Civray-de-Touraine.

Revenus
En 1762, le revenu de l'abbaye était estimé à 9 000 livres.
La seigneurie de Chaumont-sur-Loire était assignée pour 500 livres de rente, et les bouchers d'Amboise pour 35 livres. S'y ajoutaient la dîme d'Auzouer-en-Touraine en indivis avec le curé de Saint-Nicolas de Blois, celles de Pocé-sur-Cisse et Saint-Ouen-les-Vignes, sans oublier le droit de pêche sur la Cisse près du pont de la Ramée.
Trésor
En 1721, un paysan découvrit un petit trésor d'or et d'argent, caché dans un creux de rocher sous l'abbaye de Moncé. C'est sa soudaine aisance qui le fit remarquer.

## Des Dames dures en affaires
Si les revenus du prieuré, puis de l'abbaye, sont substantiels, ce n'est pas pour autant que les religieuses, couramment dénommées dans les actes « Dames de Moncé », se montrent détachées des biens matériels, bien au contraire. Dès 1232, soit 23 ans après la création du prieuré, elles sont en procès avec le couvent des trinitaires de Saint-sauveur-lès-Tours, litige qui sera encore évoqué à la fin du XVIe siècle. Un factum, produit au sujet de l'appel d'une sentence du 12 janvier 1685, indique que cette sentence « ... a condamné la prétention des Appelantes [une prétendue héritière et les Dames de Moncé] qui sont des étrangères qui viennent avec des titres gratuits pour enlever à des petits enfants les débris de la fortune de leur aïeul. ». L'abbesse Madeleine Dorat, refusant depuis 1690 de financer les réparations indispensables du clocher de l'église Saint-Saturnin de Limeray, celui-ci s'écroula le 10 décembre 1711 en détériorant gravement le chœur de l'édifice. Après plusieurs actions juridiques :
« Le Roy en son Conseil fait tant droit sur le tout et conformément à l'avis dudit Sieur Chauvelin, sans avoir égard à l'opposition formée par les religieuses de Moncé, à l'exécution dudit arrest du Conseil du 22 juillet 1698, dont sa Majesté les a déboutées, a ordonné et ordonne que les rolles dans lesquels elles ont été comprises pour le prix entier des ouvrages qui ont été faits ou qui seront à faire au clocher de ladite paroisse de Limeray seront exécutées selon leur forme et teneur.
Fait au Conseil d’État du Roy, tenu à Versailles le 16e jour d'avril 1715. »

## Fermeture et destruction
Comme toutes les communautés religieuses, l'abbaye fut victime de la déchristianisation pendant la Révolution française. Les religieuses en furent chassées, et les bâtiments, décrétés biens nationaux en novembre 1789. Mis en vente aux enchères le 31 mai 1791, le lot principal comprenant les bâtiments de l'abbaye, un moulin, une closerie, deux métairies et 188 ha de terres diverses fut adjugé pour 126 525 livres à Antoine Desmée, commissaire des guerres.
La plupart des constructions furent détruites entre 1792 et 1798. Ne subsistèrent que l'infirmerie, une fuye, l'église et le logis abbatial. Ces deux derniers furent rasés en 1844 pour faire place au château de Moncé, de style néo-renaissance, construit de 1845 à 1846, par Charles Alphonse de Sain de Bois-le-Comte, Une statue de sainte Marthe, datée de la fin du XVe siècle, en provenance de l'abbaye de Moncé est conservée dans l'église Saint-Saturnin de Limeray. Une statue d'un moine cistercien, datée du XVIe siècle, a peut-être la même origine. Deux médaillons de vitraux ont également été sauvés et insérés dans les vitraux de l'église.
D'après les descriptions des bâtiments figurant dans les procès-verbaux des biens nationaux, on peut présumer que l'abbaye avait été en grande partie reconstruite au XVIIe siècle.

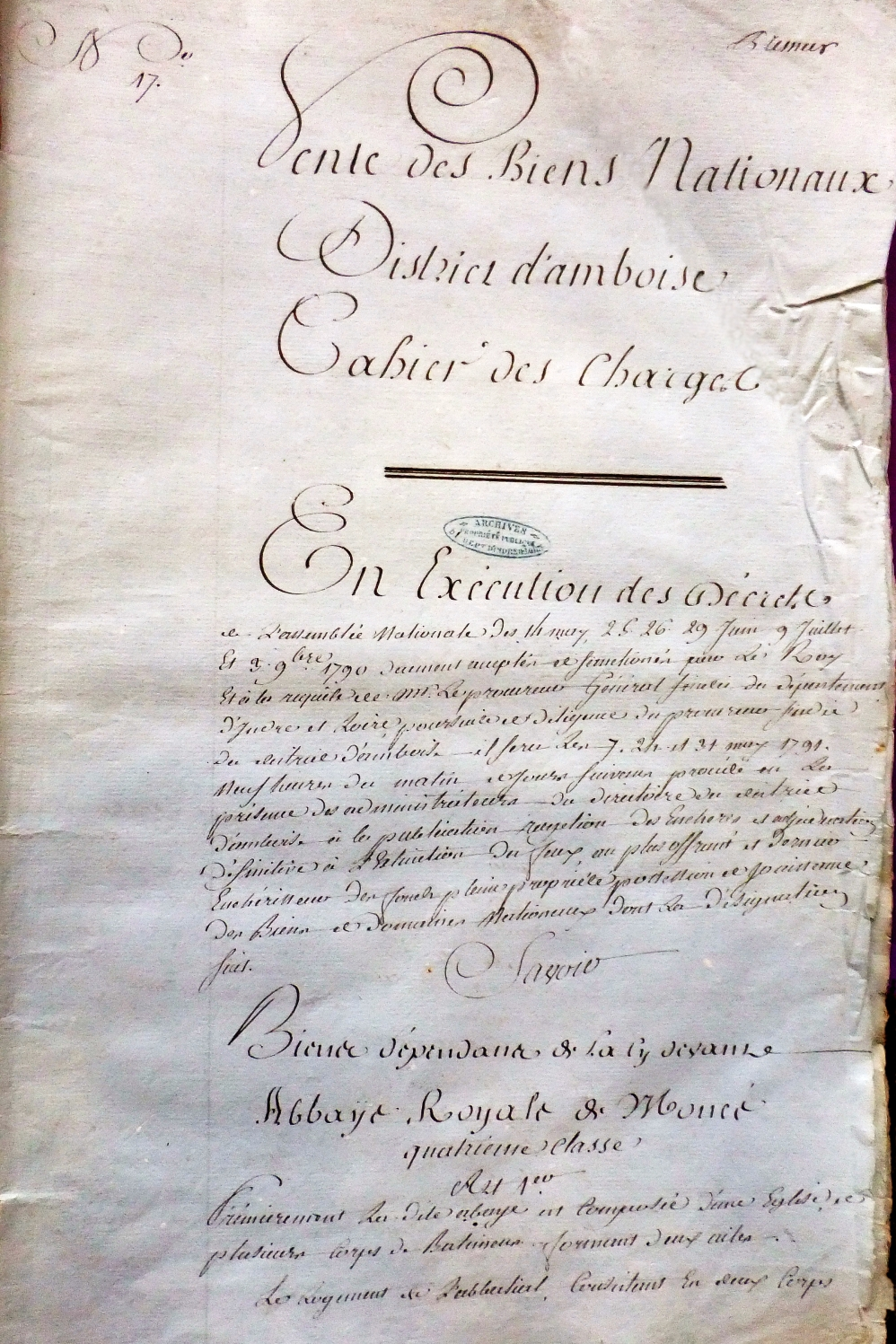
Acte d'adjudication de l'abbaye du 31 mai 1791.
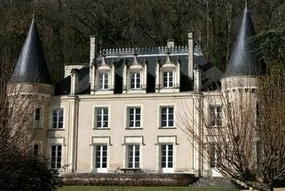
Château de Moncé édifié sur l'emplacement de l'abbaye.

## Prieures et abbesses
Prieures
- 1223 -…? Ermengarde du Plessis
- …? - 1284 Marguerite Vernant
- 1284 - 1306 Denise d'Aguzon
- 1306 - 1309 Jeanne de Freteval
- 1319 - 1319 Florie de Pontlevoy
- 1377 - 1415 Perronelle
- 1453 - 1467 Jeanne Charpine
- 1469 - 1490 Catherine de Commiers
- 1491 - 1513 Catherine d'Aspremont
- 1513 - 1518 Olive le Gaye
- 1518 - 1538 Jeanne de Guenant
- 1550 - 1561 Françoise de Lavardin

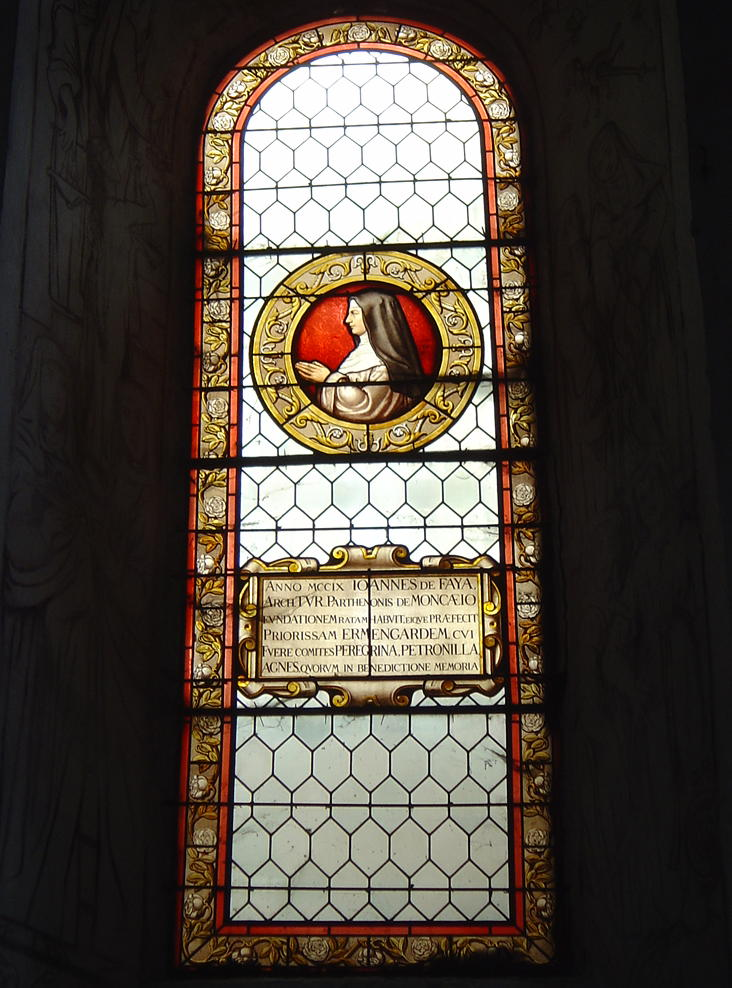
Vitrail de l'église de Limeray à l'effigie d'Ermengarde du Plessis.

- 1563 - 1570 Perronelle de Grosbois
- 1570 - 1574 Marthe Larcher
- 1575 - 1592 Pernelle de Craon
- 1593 - 1613 Anne Larcher

Abesses
- 1652 - 1675 Marie-Marthe d'Épinoy
- 1680 - 1683 Marie-Élisabeth de Bouillé[N 13]
- 1684 - 1694 Madeleine Dorat
- 1706 - 1709 Charlotte Joubert de la Bastide de Châteaumorand[23]
- 1709 - 1712 Marie-Louise de Montgommery
- 1712 - 1729 Marie-Madeleine de Bonsens des Espinets[24].
- 1731 - 1741 Cunégonde de Maillé-Carman
- 1741 - 1747 Renée-Élisabeth de la Rue
- 1747 - 1754 Élisabeth de Villette
- 1754 - 1775 Marie-Françoise Le Marié d'Aubigny[N 14]
- 1775 - 1786 Louise-Marie de Trézin de Cangey
- 1786 - 1790 Marie de Roucy[N 15]